# تشتشکوویتسه
تشتشکوویتسه (به چکی: Čečkovice) یک منطقهٔ مسکونی در جمهوری چک است که در ناحیه هاولیتشکوف برود واقع شده‌است. تشتشکوویتسه ۲٫۴۲ کیلومتر مربع مساحت و ۹۳ نفر جمعیت دارد و ۴۰۵ متر بالاتر از سطح دریا واقع شده‌است.